# سد آبشینه
سد آبشینه یکی از سدهای استان همدان است. این سد یک سد خاکی با هستهٔ رسی است و بر روی رود آبشینه در نزدیکی روستای سرخ‌آباد واقع ۱۰ کیلومتری جاده همدان - ملایر و در پایین دست سد اکباتان احداث شده است.